# Gabriel
 For alternative betydninger, se Gabriel (flertydig). (Se også artikler, som begynder med Gabriel)
Gabriel er et drengenavn, der stammer fra hebraisk (גַּבְרִיאֵל) med betydningen "Gud er min stærke mand" eller "Gud er min styrke". I 2009 var der 634 danskere med fornavnet Gabriel. Gabriel er også et efternavn.
I de tre abrahamitiske religioner - jødedommen, kristendommen og islam - kendes ærkeenglen Gabriel, der tjener som et sendebud fra Gud. Navnet Gabriel bliver også brugt til en ærkeengel på showet Supernatural.
Navnet forekommer i varianter på andre sprog:
- גַּבְרִיאֵל , Gavriʼel eller Gaḇrîʼēl (hebraisk)
- Gabrielus (latin)
- Cebrail (tyrkisk)
- Γαβριήλ eller Gabriēl (græsk)
- جبريل, Jibrīl eller جبرائيل, Jibrail (arabisk)
- Gabri-el (aramæisk)

## Kendte personer med navnet

### Fornavn
- Gabriel García Márquez, columbiansk forfatter.
- Gabriel Axel, dansk skuespiller, filminstruktør og manuskriptforfatter.
- Gabriel Jensen (lærer), dansk kommunelærer og stifter af organisationen Gabriel Jensens Ferieudflugter.
- Gabriel Jensen (maler), dansk maler.
- Gabriel Iffe Lundberg, dansk/nigeriansk basketballspiller

### Efternavn
- Peter Gabriel, engelsk musiker.

- Wikimedia Commons har flere filer relateret til Gabriel